# Jukio Goto
Jukio Goto (japonsko 後藤 靱雄), japonski nogometaš, Hjogo, Japonska, † 1976.
Za japonsko reprezentanco je odigral štiri uradne tekme.